# Bachatango
Il BachaTango' è una danza di origine recente nata dalla fusione della bachata con il tango. La facilità di accostamento con altri stili o generi musicali deriva dal fatto che la musica della bachatango è suonata in un tempo musicale di 4/4, così come altri generi latino americani. Tango e Cha cha cha ad esempio, ben si accostano alla bachata e portano i "bachateri" più esperti ad esprimersi con queste innovazioni.

## Storia
La nascita del genere viene fatta risalitre intorno al 1985. La maggior parte degli storici musicali concorda con l'asserire che la prima canzone di BachaTango è quella di Grace Jones, I've seen that face before, riadattamento della famosissima Libertango, di Astor Piazzolla. Divenne famoso nel 2005 circa, grazie alla scelta di DJ che iniziano ad inserire all'interno della loro scaletta di Bachata alcuni brani musicali che denotano particolari sonorità "tanghere". In verità il colpo di genio è tutto italiano, nato dalla creatività di alcuni maestri di ballo che, con orecchio fine, sentivano che queste particolari musiche ben si adattavano ad essere ballate in Bachata. Molti, al loro approccio con questo stile, pensavano che si trattasse di un fenomeno apprezzabile, molto interessante ma di breve durata. Quasi una parentesi occasionale all'interno delle tante variazioni che la vera bachata può offrire. Questa previsione si è avverata in Italia, dove nel 2015 non è praticamente più possibile ascoltare brani di BachaTango, soprattutto da quando, a partire dal 2012, si è affacciata la kizomba. Nel 2015 la kizomba è entrata in praticamente tutte le discoteche, con un "peso musicale" quasi pari a quello della bachata, arrivando anche ad avere delle sale ad essa dedicata. Ciò dipende da due fattori, il primo è musicale, la BachaTango è fortemente uguale alla Bachata. Il secondo è l'offerta di corsi che ormai, ha raggiunto tutte le scuole di ballo latino americano in tutta Italia.

## Caratteristiche
Bachata e tango, che all'apparenza mantengono una certa distanza ritmica, si intersecano nei temi trattati da entrambi. Il filone di derivazione è lo stesso, quello che sgorga dal Bolero latino americano, originato nei suoi particolarissimi modi nei Caraibi tra la seconda parte del 19° e la prima del 20°Secolo, alquanto diverso dal Bolero Spagnolo.
I temi trattati sono comuni in quel periodo storico di Tardo-Romanticismo e parlano di passione, nostalgia, amore abbandonato o irrealizzabile. La Bachata, ad esempio, alle sue origini veniva chiamata “Amargue”, “Bitter music” o Amarezza. Per entrambi i generi la musica è suonata in un tempo 4/4 e le affinità tra alcuni suoni di Bachata e Tango facilitano il giusto mix. Sono gli strumenti che vengono utilizzati, però, a fare la differenza. Sulla Bachata prevalgono le chitarre (il Tres e la Segunda) che con i loro effetti di riverbero, eco e flanger forniscono quell'inconfondibile sonorità che fa dire a tutti, appena sentita, "Questa è una Bachata".
Le percussioni marcano con il loro inconfondibile "TOC" il 4º e 8º tempo musicale. Nella bachatango, invece, le chitarre vengono messe meno in evidenza a favore di violini, pianoforte e fisarmonica. Nelle versioni di tango tecno-moderno utilizzate, (Gotan Project, per intenderci), le percussioni vengono sostituite con la batteria classica o elettronica ed il tradizionale "TOC" di cui parlavamo prima, senza il quale non può essere una bachata ma un bolero o qualcos'altro, viene marcato dalla ritmica molto evidente sul 4 e sull'8.

## Il ballo
La struttura di base rimane quella della bachata: 3 passi ed un TAP (passo senza peso con sola punta del piede appoggiata). All'appoggio del TAP effettuazione dell'MCB, ovvero movimento caratteristico del bacino. Altri tre passi ed altro TAP con relativo MCB. Fin qua la bachata. Anche le figure di esecuzione sono della bachata: giri, vueltas, figure semplici come il "cabral" e la "catalina".
L'influenza del tango interviene su quelle parti tecniche che servono alla realizzazione del linguaggio, dello stile. E qui si deve fare attenzione e chiarire alcuni punti. Ballare bachatango non significa prendere le figure del tango e ballarle sulla trama musicale e sulla ritmica della bachata, perché la cadenza ed il ritmo sono diversi, in origine, tra i due generi e si rischia di vedere figure di tango, eseguite sul ritmo bachata, divenire lente, statiche, obbrobriose. Ovvero, l'opposto del ballo. Sono, piuttosto le figure di bachata che vengono concluse e modificate con parti tecniche di tango, con una sentada, un voleo, un casché, cercando di mantenere il ballo dinamico, vitale, armonioso e affascinante.